# 背斑指鰧
背斑指鰧（學名：Dactyloscopus zelotes），為輻鰭魚綱䲁形目指鰧科指鰧屬的一個種，分布於東太平洋薩爾瓦多至厄瓜多海域，深度1至20公尺，本魚體扁長，向尾部漸細，頭大，上部扁平，下頜不明顯突出於下唇；眼突，柄短，具1個乳突，鼻孔管狀，兩唇均有皮瓣，上唇皮瓣分枝16個，下唇皮瓣分枝23個，鰓蓋有20個皮瓣，背鰭起源於頸背，胸鰭條通常13條，尾基端無缺口，尾鰭短，一些鰭條分支，側線連續，在最後一節背棘下方向下彎曲，側線鱗51枚，嘴內有色素沉澱，頭部眼部有深色橫帶，頸背有2條深色橫帶，上背部有10-11條寬深色橫帶，體側有2條深色橫帶，尾鰭基部有明顯的深色斑點，背鰭硬棘16枚、背鰭軟條32枚、臀鰭硬棘2枚、臀鰭軟條36枚，體長可達10.5公分，棲息在沙底質海床及河口區，生活習性不明。